# Desirè Marconi
Desirè Marconi (Negrar, 27 luglio 1995) è una calciatrice italiana, di ruolo difensore.

## Biografia
Desirè Marconi nasce a Negrar e cresce con la famiglia a Sant'Anna d'Alfaedo.  

## Carriera
Si avvicina al calcio già da giovanissima, tesserandosi dal 2005 nel Valpo Pedemonte iniziando a giocare nelle giovanili dai dieci anni.
Notata dai selezionatori del Bardolino le propongono di tesserarsi con la società dell'omonimo centro della provincia di Verona per giocare nella propria formazione iscritta al Campionato Primavera. Marconi accetta e dall'estate 2007 comincia a vestire la maglia gialloblu della squadra, da quell'anno iscritta come Bardolino Verona, venendo in seguito inserita dal mister Renato Longega, grazie alle prestazioni offerte nei campionati giovanili, nella rosa della prima squadra.
Marconi fa il suo esordio in Serie A, anche se per un solo minuto, il 13 febbraio 2011, nel corso del campionato 2010-2011, rilevando Sara Visconti grazie alla sostituzione tattica operata da Longega al 91', nell'incontro della 14ª giornata vinto 4-1 fuori casa sulle avversarie del Chiasiellis. Anche nella successiva stagione Marconi viene impiegata solo marginalmente, scendendo in campo una sola volta alla 14ª giornata, nella partita del 2 febbraio 2013 vinta per 1-0 sul Fortitudo Mozzecane, sostituendo Martina Gelmetti all'80'.
Per un più intensivo impiego deve attendere la stagione 2012-2013. Pur non partendo ancora titolare Longega la utilizza in 14 partite, soprattutto nella seconda parte del campionato di Serie A, contribuendo al raggiungimento della quarta posizione.
Nell'estate 2013 la società cambia denominazione e si presenta all'iscrizione della stagione 2013-2014 come AGSM Verona, riconfermando Marconi in rosa. Alla sua quarta stagione con la maglia gialloblu scende in campo 23 volte su 26 partite in programma e al termine del campionato conquista il suo primo scudetto personale e il quinto titolo di Campione d'Italia per la società. Formalmente in rosa anche nei due campionati successivi, non risulta mai impiegata, per aver subito un grosso infortunio al legamento crociato destro .
A settembre del 2017 Marconi ritorna sul campo di gioco con la Fortitudo Mozzecane e conquista il posto da titolare. Nell'estate del 2018 la rottura del legamento crociato sinistro e viene schierata in campo poche volte. 
Dopo 2 stagioni in gialloblù, nell'estate 2019 passa alla neo società Alba Borgo Roma Femminile dell'Eccellenza veneta. Nella stagione 2021-2022 cambia società e si trasferisce a Raldon dove viene sempre impegnata in campo con ben 28 presenze e 15 reti. 
Nell'estate 2021 Marconi Desirè  sposa il progetto del Real San Massimo, purtroppo rimedia un nuovo infortunio: una distorsione del ginocchio sinistro con lesione del legamento crociato in data 16 ottobre 2021

## Palmarès

### Club
- Campionato italiano: 1

AGSM Verona: 2014-2015

### Regionali
- Torneo delle Regioni: 1

Rappresentativa del Veneto Under-15: 2010

### Individuale
- Trofeo Giovani Calciatrici: 2007